# Don Beaupre
Donald William Beaupre (* 19. září 1961 Ontario, Kitchener, Kanada) je bývalý kanadský hokejový brankář.

## Kariéra

### Klubová kariéra
Beaupre strávil svá juniorská léta mezi lety 1978 a 1980 v týmu Sudbury Wolves hrající soutěž Ontario Major Junior Hockey League (OMJHL). Tam byl brankář v obou letech číslo 1 a v základní části odehrál 113 ze 136 možných zápasů. Na konci sezóny 1979/80 byl vybrán do prvního All-Star týmu OMJHL a ve druhém kole byl vybrán na 37. místě v celkovém pořadí týmem Minnesota North Stars v National Hockey League (NHL) ve vstupním draftu NHL 1980.
Devatenáctiletý brankář Beaupre se pak zúčastnil tréninkového kempu North Stars na konci léta 1980 a udělal takový dojem na funkcionáře, že na začátku sezóny 1980-81 překonal zkušené Gillese Meloche a Garyho Edwardse a hlídal branku Minnesoty v NHL. V průběhu své nováčkovské sezóny se Beaupre dělil o pozici pravidelného brankáře s Melochem a oba dovedli tým jako téměř rovnocennou dvojici do finálové série play-off o Stanley Cup v roce 1981, kterou prohráli s New York Islanders. Kromě toho se Kanaďan během sezóny zúčastnil Utkání hvězd NHL, kde vytvořil rekord NHL jako nejmladší startér na pozici brankáře. V hlasování o Calder Memorial Trophy pro nejlepšího ligového nováčka roku skončil třetí za pozdějšími vítězi Peterem Šťastným a Larrym Murphym. Beaupre zůstal věrný North Stars dalších sedm let a s Meloche vytvořil brankářský tým až do roku 1985, i když se tým nepřiblížil k zopakování úspěchu z roku 1981. Po Melocheově přestupu do Pittsburghu Penguins se brankář od roku 1985 dělil o pozici v brance s Jonem Caseym a Kari Takkem, než byl krátce po začátku sezóny 1988-89 Beaupre vyměněn do Washingtonu Capitals za přestupová práva na draftovaného univerzitního hráče Claudia Scremina.
V klubu z hlavního města USA se Beaupre musel spokojit s pozicí třetího brankáře, přední brankáři byli Clint Malarchuk a Pete Peeters. Přes náročnou cestou farmářským týmem Baltimore Skipjacks v American Hockey League (AHL) a silnou konkurencí v Capitals odchytal za hlavní tým pouze jedenáct utkání. Až v následující sezóně, poté, co Malarchuk opustil klub přestupem a Peeters jako volný hráč, převzal 28letý Beaupre pozici hlavního brankáře, kterou zastával až do konce sezóny 1993/94. Mezitím Mike Liut, Jim Hrivnak a Rick Tabaracci, působili pro tým jako náhradní brankáři. Beaupre zažil své nejlepší roky v sezónách 1990-91 a 1991-92, kdy vytvořil klubové rekordy v nejnižším průměru obdržených gólů, nejvyšším procentu chycených střel, největší počet výher v této sezóně, odehraných zápasech v sezóně a odehraných minutách. Kromě toho byl v roce 1991 lídrem ligy s pěti čistými konty a v roce 1992 se podruhé v kariéře zúčastnil utkání hvězd.
Před začátkem sezóny 1994/95, která začala pozdě kvůli výluce, byl Beaupre v lednu 1995 vyměněn do Ottawy Senators a přestěhoval se z USA do kanadského hlavního města. V době přestupu držel Beaupre řadu dalších franšízových rekordů, včetně nejvyššího počtu zápasů, výher a čistých kont celkově. Senators se vzdali pouze výběru v pátém kole draftu 1995 za svého budoucího brankáře. Beaupre zůstal u Sens jen něco málo přes rok, což bylo nejhorší ze všech 26 klubů NHL v obou sezónách mezi lety 1994 a 1996. V sezóně 1995-96 byl součástí přestupové smlouvy s pěti hráči, ve které byl vyměněn do New York Islanders spolu s Martinem Strakou a Bryanem Berardem. Na oplátku Islanders poslali do Ottawy Wadea Reddena a Damiana Rhodese, jeho nástupce v brance. Aby dokončil předchozí přestup New Yorku s Toronto Maple Leafs, ve kterém získali Rhodese a Kena Belangera, byl Beaupre poslán do Toronta ve stejný den spolu s Kirkem Mullerem. Ve zbytku sezóny a na začátku následujícího roku zde však odchytal pouze 13 zápasů, protože se nedokázal prosadit proti Félixovi Potvinovi. Nakonec se ocitl na farmě v týmu St. John's Maple Leafs v AHL a ke konci sezóny také odehrál několik zápasů za Utah Grizzlies v International Hockey League (IHL). Bez vyhlídky na nabídku smlouvy z NHL Beaupré definitivně ukončil svou aktivní kariéru na konci sezóny ve věku 35 let, ve které stál mezi tyčemi 739krát v NHL.

### Reprezentační kariéra
Ačkoli nebyl způsobilý reprezentovat kanadskou reprezentaci, zúčastnil se tréninkového kempu amerického týmu před Kanadským pohárem v roce 1981. Kvůli nedostatku způsobilosti nebyl nominován. Beaupre neodehrál žádný mezinárodní zápas za svou rodnou Kanadu.

### Trenérská kariéra
V letech 2009-2013 působil jako hlavní trenér středoškolského týmu ze Simley.

## Ocenění a úspěchy
- 1980 OMJHL – První All-Star Tým
- 1981 NHL – All-Star Game
- 1991 NHL – Nejvíce čistých kont
- 1992 NHL – All-Star Game
- 1997 AHL – Brankář měsíce února 1997

## Prvenství
- Debut v NHL – 11. října 1980 (Minnesota North Stars proti Hartford Whalers)
- První inkasovaný gól v NHL – 11. října 1980 (Minnesota North Stars proti Hartford Whalers, kanadským útočníkem Dave Keon)
- První vychytaná nula v NHL – 18. dubna 1984 (Minnesota North Stars proti St. Louis Blues)

## Rekordy
Klubové rekordy Minnesota North Stars
- celkový počet trestných minut: 113

Klubové rekordy Washington Capitals
- celkový počet trestných minut: 114

## Statistiky

### Základní části
| Sezona       | Tým                     | Liga         | Z   | V   | P   | R  | MIN    | OG   | ČK | POG  | %ChS |
| ------------ | ----------------------- | ------------ | --- | --- | --- | -- | ------ | ---- | -- | ---- | ---- |
| 1978–79      | Sudbury Wolves          | OMJHL        | 54  | —   | —   | —  | 3248   | 260  | 2  | 4.78 | —    |
| 1979–80      | Sudbury Wolves          | OMJHL        | 59  | 28  | 29  | 2  | 3447   | 248  | 0  | 4.32 | —    |
| 1980–81      | Minnesota North Stars   | NHL          | 44  | 18  | 14  | 11 | 2585   | 138  | 0  | 3.20 | .895 |
| 1981–82      | Minnesota North Stars   | NHL          | 29  | 11  | 8   | 9  | 1634   | 101  | 0  | 3.71 | .889 |
| 1981–82      | Nashville South Stars   | CHL          | 5   | 2   | 3   | 0  | 299    | 25   | 0  | 5.02 | .857 |
| 1982–83      | Minnesota North Stars   | NHL          | 36  | 19  | 10  | 5  | 2011   | 120  | 0  | 3.58 | .885 |
| 1982–83      | Birmingham South Stars  | CHL          | 10  | 8   | 2   | 0  | 599    | 31   | 0  | 3.11 | .906 |
| 1983–84      | Minnesota North Stars   | NHL          | 33  | 16  | 13  | 2  | 1791   | 123  | 0  | 4.12 | .873 |
| 1983–84      | Salt Lake Golden Eagles | CHL          | 7   | 2   | 5   | 0  | 419    | 30   | 0  | 4.30 | —    |
| 1984–85      | Minnesota North Stars   | NHL          | 31  | 10  | 17  | 3  | 1770   | 109  | 1  | 3.69 | .883 |
| 1985–86      | Minnesota North Stars   | NHL          | 52  | 25  | 20  | 6  | 3073   | 182  | 1  | 3.55 | .892 |
| 1986–87      | Minnesota North Stars   | NHL          | 47  | 17  | 20  | 6  | 2622   | 174  | 1  | 3.98 | .879 |
| 1987–88      | Minnesota North Stars   | NHL          | 43  | 10  | 22  | 3  | 2284   | 161  | 0  | 4.23 | .872 |
| 1988–89      | Minnesota North Stars   | NHL          | 1   | 0   | 1   | 0  | 59     | 3    | 0  | 3.03 | .880 |
| 1988–89      | Kalamazoo Wings         | IHL          | 3   | 1   | 2   | 0  | 179    | 9    | 1  | 3.02 | —    |
| 1988–89      | Washington Capitals     | NHL          | 11  | 5   | 4   | 0  | 578    | 28   | 1  | 2.91 | .896 |
| 1988–89      | Baltimore Skipjacks     | AHL          | 30  | 14  | 12  | 2  | 1715   | 102  | 0  | 3.57 | .881 |
| 1989–90      | Washington Capitals     | NHL          | 48  | 23  | 18  | 5  | 2793   | 150  | 2  | 3.22 | .890 |
| 1990–91      | Washington Capitals     | NHL          | 45  | 20  | 18  | 3  | 2572   | 113  | 5  | 2.64 | .897 |
| 1990–91      | Baltimore Skipjacks     | AHL          | 2   | 2   | 0   | 0  | 120    | 3    | 0  | 1.50 | .942 |
| 1991–92      | Washington Capitals     | NHL          | 54  | 29  | 17  | 6  | 3108   | 166  | 1  | 3.20 | .884 |
| 1991–92      | Baltimore Skipjacks     | AHL          | 3   | 1   | 1   | 1  | 184    | 10   | 0  | 3.26 | .865 |
| 1992–93      | Washington Capitals     | NHL          | 58  | 27  | 23  | 5  | 3282   | 181  | 1  | 3.31 | .882 |
| 1993–94      | Washington Capitals     | NHL          | 53  | 24  | 16  | 8  | 2853   | 135  | 2  | 2.84 | .880 |
| 1994–95      | Ottawa Senators         | NHL          | 38  | 8   | 25  | 3  | 2161   | 121  | 1  | 3.36 | .896 |
| 1995–96      | Ottawa Senators         | NHL          | 33  | 6   | 23  | 0  | 1770   | 110  | 1  | 3.73 | .877 |
| 1995–96      | Toronto Maple Leafs     | NHL          | 8   | 0   | 5   | 0  | 336    | 26   | 0  | 4.64 | .847 |
| 1996–97      | Toronto Maple Leafs     | NHL          | 3   | 0   | 3   | 0  | 110    | 10   | 0  | 5.46 | .833 |
| 1996–97      | St. John's Maple Leafs  | AHL          | 47  | 24  | 16  | 4  | 2623   | 128  | 3  | 2.93 | .898 |
| 1996–97      | Utah Grizzlies          | IHL          | 4   | 2   | 2   | 0  | 238    | 13   | 0  | 3.27 | .877 |
| Celkem v NHL | Celkem v NHL            | Celkem v NHL | 667 | 268 | 277 | 75 | 37,392 | 2151 | 17 | 3.45 | .885 |

### Play-off
| Sezona       | Tým                   | Liga         | Z  | V  | P  | MIN  | OG  | ČK | POG  | %ChS |
| ------------ | --------------------- | ------------ | -- | -- | -- | ---- | --- | -- | ---- | ---- |
| 1978–79      | Sudbury Wolves        | OMJHL        | 10 | —  | —  | 600  | 44  | 0  | 4.40 | —    |
| 1979–80      | Sudbury Wolves        | OMJHL        | 9  | 5  | 4  | 552  | 38  | 0  | 4.13 | —    |
| 1980–81      | Minnesota North Stars | NHL          | 6  | 4  | 2  | 360  | 26  | 0  | 4.33 | .881 |
| 1981–82      | Minnesota North Stars | NHL          | 2  | 0  | 1  | 60   | 4   | 0  | 4.00 | .852 |
| 1982–83      | Minnesota North Stars | NHL          | 4  | 2  | 2  | 245  | 20  | 0  | 4.90 | .853 |
| 1983–84      | Minnesota North Stars | NHL          | 13 | 6  | 7  | 782  | 40  | 1  | 3.07 | .895 |
| 1984–85      | Minnesota North Stars | NHL          | 4  | 1  | 1  | 184  | 12  | 0  | 3.91 | .850 |
| 1985–86      | Minnesota North Stars | NHL          | 5  | 2  | 3  | 300  | 17  | 0  | 3.40 | .892 |
| 1989–90      | Washington Capitals   | NHL          | 8  | 4  | 3  | 401  | 18  | 0  | 2.69 | .903 |
| 1990–91      | Washington Capitals   | NHL          | 11 | 5  | 5  | 624  | 29  | 1  | 2.79 | .901 |
| 1991–92      | Washington Capitals   | NHL          | 7  | 3  | 4  | 419  | 22  | 0  | 3.15 | .896 |
| 1992–93      | Washington Capitals   | NHL          | 2  | 1  | 1  | 119  | 9   | 0  | 4.55 | .862 |
| 1993–94      | Washington Capitals   | NHL          | 8  | 5  | 2  | 429  | 21  | 1  | 2.94 | .890 |
| 1995–96      | Toronto Maple Leafs   | NHL          | 2  | 0  | 0  | 20   | 2   | 0  | 5.88 | .846 |
| 1996–97      | Utah Grizzlies        | IHL          | 7  | 3  | 4  | 438  | 17  | 1  | 2.32 | —    |
| Celkem v NHL | Celkem v NHL          | Celkem v NHL | 72 | 33 | 31 | 3943 | 220 | 3  | 3.35 | .888 |